# Chudania yunnana
Chudania yunnana är en insektsart som beskrevs av Zhang och Yang. Chudania yunnana ingår i släktet Chudania och familjen dvärgstritar. Inga underarter finns listade i Catalogue of Life.